# Marilândia do Sul
Marilândia do Sul ist ein brasilianisches Munizip im Bundesstaat Paraná. Es hat 8.677 Einwohner (2022), die sich Marilandenser nennen. Seine Fläche beträgt 384 km². Es liegt 781 Meter über dem Meeresspiegel.

## Etymologie
Der Name der Stadt bedeutet "Land der Maria" und ist auf die Verehrung der Schmerzensmutter zurückzuführen. Einer der Gründer verehrte die Mutter Gottes und wollte, dass die Stadt den Namen Terra de Maria (Land der Maria) bekommt. Das Land wurde von der englischen Companhia de Terras Norte do Paraná vermessen. Der Landvermesser schlug dann den englischen Namen Maryland vor, aus dem 1938 zur Eintragung des Ortes als Distrikt von Londrina der Name Marilândia wurde. Im Zweiten Weltkrieg wurde der Ort in Araruva umbenannt, mit dem gleichen Gesetzesdekret Nr. 199 vom 30. Dezember 1943, in dem auch Rolândia zu Caviuna und Lovat zu Mandaguarí wurde. Erst mit dem Staatsgesetz Nr. 5561 vom 1. Juni 1967 erhielt der Ort seinen Namen Marilândia zurück.

## Geschichte

### Besiedlung
Der Beginn der Besiedlung von Marilândia do Sul geht auf die Jahre 1928 bis 1931 zurück. Einer der ersten Siedler war ein religiöser Führer, der den ersten Ortskern von Marilândia um die heutige Kapelle der Familie Santiago herum gründete. Das Gebiet wurde von Pionieren aus verschiedenen Regionen von Paraná, Minas Gerais und São Paulo gerodet. Alles war hinterwäldlerisch. Nachdem sie die Wälder abgeholzt hatten, pflanzten sie als erste Feldfrucht Mais an und mästeten Schweine.

### Castelo Eldorado

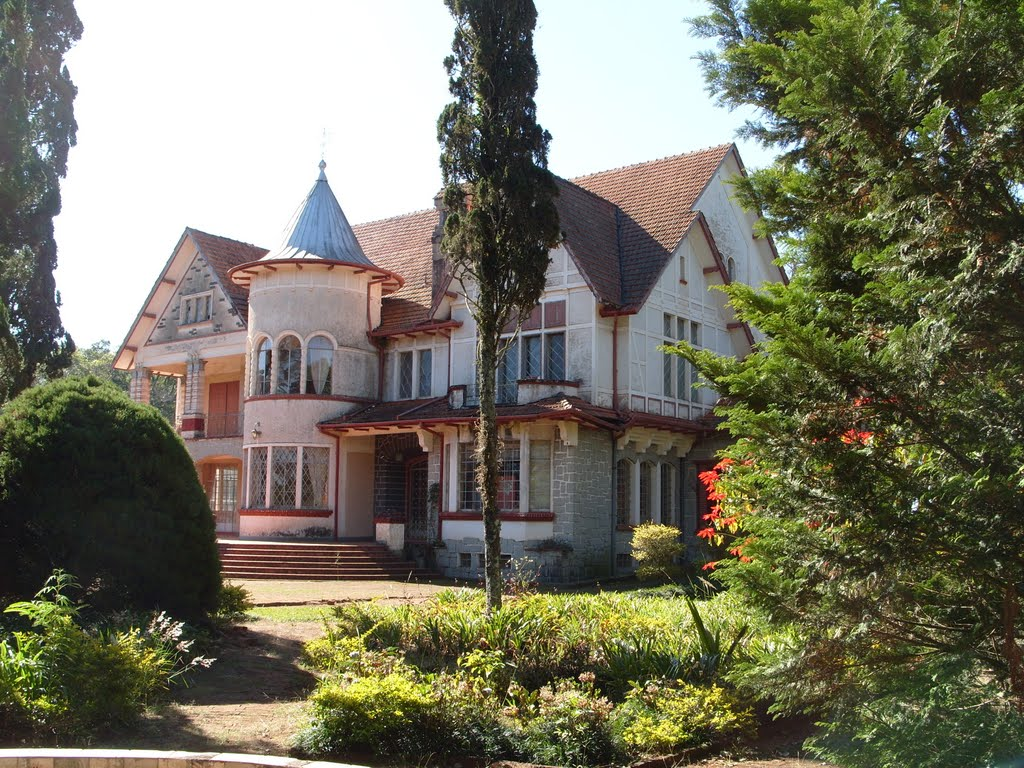
Castelo Eldorado: Schlösschen aus den 1940ern

Das Schlösschen Eldorado wurde zwischen 1942 und 1947 erbaut. Bauherr war João Henrique Stahlke, der 120 km² Urwald erworben hatte und das Holz ausbeutete. Das Land lag tief im Inneren Paranás und war kaum zugänglich. Der Besitz wurde Fazenda República do Eldorado genannt. Sie verfügte sogar über eine eigene Währung, den Boró, der in der gesamten Region akzeptiert wurde. 
Aufgrund seiner versteckten Lage und weil der Eigentümer deutscher Abstammung war und den Bau während des Krieges mit europäischen Luxusmaterialien ausstatten ließ, wurde viele Jahre lang spekuliert, dass der Ort dazu dienen sollte, aus Deutschland geflohenen Nazigrößen Zuflucht zu bieten.
Abgesehen von dem Schlösschen und einigen noch erhaltenen Wassertürmen ist von diesem deutschen Gebiet in Paraná nicht viel übrig geblieben. Die Sägewerke der Familie Stahlke lieferten in ihrer Blütezeit zwischen 1940 und 1965 Bierkästen an die großen Brauereien Brasiliens. Die Stadt entstand in der Nähe dieser Sägewerke. Nach der Ausbeutung des Waldes verließ die Familie Stahlke die Region und die Stadt verfiel. Die Ruinen sind heute von Gestrüpp überwuchert. Die hoch aufragenden Araukarienbäume haben sich in ein Sägemehlgebirge verwandelt, das sich über sechs Kilometer erstreckt und an manchen Stellen mehr als sechs Meter hoch ist.
Mit dem wirtschaftlichen Niedergang der Fazenda República do Eldorado verlor das Anwesen den Glanz der ersten Jahrzehnte, seine architektonische und kulturelle Bedeutung blieb jedoch erhalten. Heute gilt das Gebäude als historisches Erbe der Stadt und als eines der Kulturgüter zur Rettung der Geschichte der deutschen Einwanderung nach Brasilien.

### Erhebung zum Munizip
Marilândia do Sul wurde durch das Staatsgesetz Nr. 790 vom 14. November 1951 unter dem Namen Araruva in den Rang eines Munizips erhoben und am 14. Dezember 1952 als Munizip installiert. Durch das Staatsgesetz Nr. 5861 vom 1. Juni 1967 wurde es wieder in Marilândia do Sul umbenannt.

## Geografie

### Fläche und Lage
Marilândia do Sul liegt auf dem Terceiro Planalto Paranaense (der Dritten oder Guarapuava-Hochebene von Paraná) auf 23° 44′ 42″ südlicher Breite und 51° 18′ 28″ westlicher Länge. Seine Fläche beträgt 384 km². Es liegt auf einer Höhe von 781 Metern.

### Vegetation
Das Biom von Marilândia do Sul ist Mata Atlântica.

### Klima
In Marilândia do Sul herrscht gemäßigt warmes Klima. Der Niederschlag ist hoch, auch in Monaten, die im Monatsvergleich eher trocken sind.  Die Klimaklassifikation nach Köppen und Geiger lautet Cfa. Im Jahresdurchschnitt liegt die Temperatur bei 20,3 °C. Innerhalb eines Jahres gibt es 1922 mm Niederschlag.

### Gewässer
Marilândia do Sul liegt an der Wasserscheide zwischen den Becken des Ivaí und des Tibají. Der Rio Apucaraninha fließt an der südwestlichen Grenze des Munizips in Richtung zum Tibají. Entlang der nördlichen Grenze zu Apucarana und Londrina fließt der Rio Taquara ebenfalls zum Tibaji. 

### Straßen
Marilândia do Sul ist über die BR-376, die Rodovia do Café, mit Apucarana, Maringá und Paranavai im Nordwesten und Ponta Grossa, Curitiba und dem Hafen Paranaguá im Südosten verbunden. Von ihr zweigt die PR-539 ab, über die man nach Rio Bom im Westen kommt.

### Eisenbahn
Die 1975 fertiggestellte Estrada de Ferro Central do Paraná verbindet Apucarana und Ponta Grossa. Sie dient dem Transport eines Großteils der landwirtschaftlichen Produktion des Munizips zum Hafen Paranaguá.

### Nachbarmunizipien
| Apucarana und Califórnia | Londrina                                    |               |
| Rio Bom                  | Kompassrose, die auf Nachbargemeinden zeigt | Tamarana      |
|                          | Faxinal                                     | Mauá da Serra |

## Stadtverwaltung
Bürgermeister: Aquiles Takeda Filho, PSD (2021–2024)

## Demografie

### Bevölkerungsentwicklung
| Jahr | Einwohner | Stadt | Land |
| ---- | --------- | ----- | ---- |
| 1960 | 20.883    | 11 %  | 89 % |
| 1970 | 21.949    | 13 %  | 87 % |
| 1980 | 13.915    | 42 %  | 58 % |
| 1991 | 13.764    | 57 %  | 43 % |
| 2000 | 9.071     | 67 %  | 33 % |
| 2010 | 8.863     | 71 %  | 29 % |
| 2022 | 8.677     |       |      |

Quelle: IBGE, bis 2010: Volkszählungen und Volkszählung 2022

### Ethnische Zusammensetzung
| Gruppe * | 1991    | 2000    | 2010    | wer sich als …                                                                   |
| --- | ------- | ------- | ------- | -------------------------------------------------------------------------------- |
| Weiße | 83,1 %  | 84,6 %  | 71,5 %  | weiß bezeichnet                                                                  |
| Schwarze | 2,0 %   | 1,6 %   | 2,5 %   | schwarz bezeichnet                                                               |
| Gelbe | 1,2 %   | 2,2 %   | 1,2 %   | von fernöstlicher Herkunft wie japanisch, chinesisch, koreanisch etc. bezeichnet |
| Braune | 13,5 %  | 11,4 %  | 24,8 %  | braun oder als Mischung aus mehreren Gruppen bezeichnet                          |
| Indigene | 0,1 %   | 0,0 %   | 0,0 %   | Ureinwohner oder Indio bezeichnet                                                |
| ohne Angabe | 0,1 %   | 0,2 %   | 0,0 %   |                                                                                  |
| Gesamt | 100,0 % | 100,0 % | 100,0 % |                                                                                  |
| *) Das IBGE verwendet für Volkszählungen ausschließlich diese fünf Gruppen. Es verzichtet bewusst auf Erläuterungen. Die Zugehörigkeit wird vom Einwohner selbst festgelegt. |         |         |         |                                                                                  |

Quelle: IBGE (Stand: 1991, 2000 und 2010)